# Arriate
Arriate is een gemeente in de Spaanse provincie Málaga in de regio Andalusië met een oppervlakte van 8 km². In 2007 telde Arriate 3971 inwoners.